# Park Piny
Park Piny, Piny – park założony w połowie lat 70. XX wieku dla mieszkańców ówczesnego Osiedla XXV-lecia PRL w Tarnowskich Górach (obecnie Osada Jana, dzielnica miasta).
Park Piny jest jednym z dwóch parków leżących w granicach Osady Jana – drugim jest Park Ojców Kamilianów za kościołem św. Jana Chrzciciela i św. Kamila.

## Położenie
Park znajduje się na terenie dzielnicy Osada Jana, która do 1990 roku nosiła nazwę Osiedle XXV-lecia PRL, przy granicy z dzielnicami Bobrowniki Śląskie-Piekary Rudne oraz Śródmieście-Centrum. Granicę parku od południa tworzy ul. Obwodnica, od zachodu dawne koryto rzeki Stoły oraz linia Górnośląskich Kolei Wąskotorowych (GKW), a od północy i wschodu tereny ROD Wieczorka i ROD Faser przy ul. Bytomskiej.

## Historia

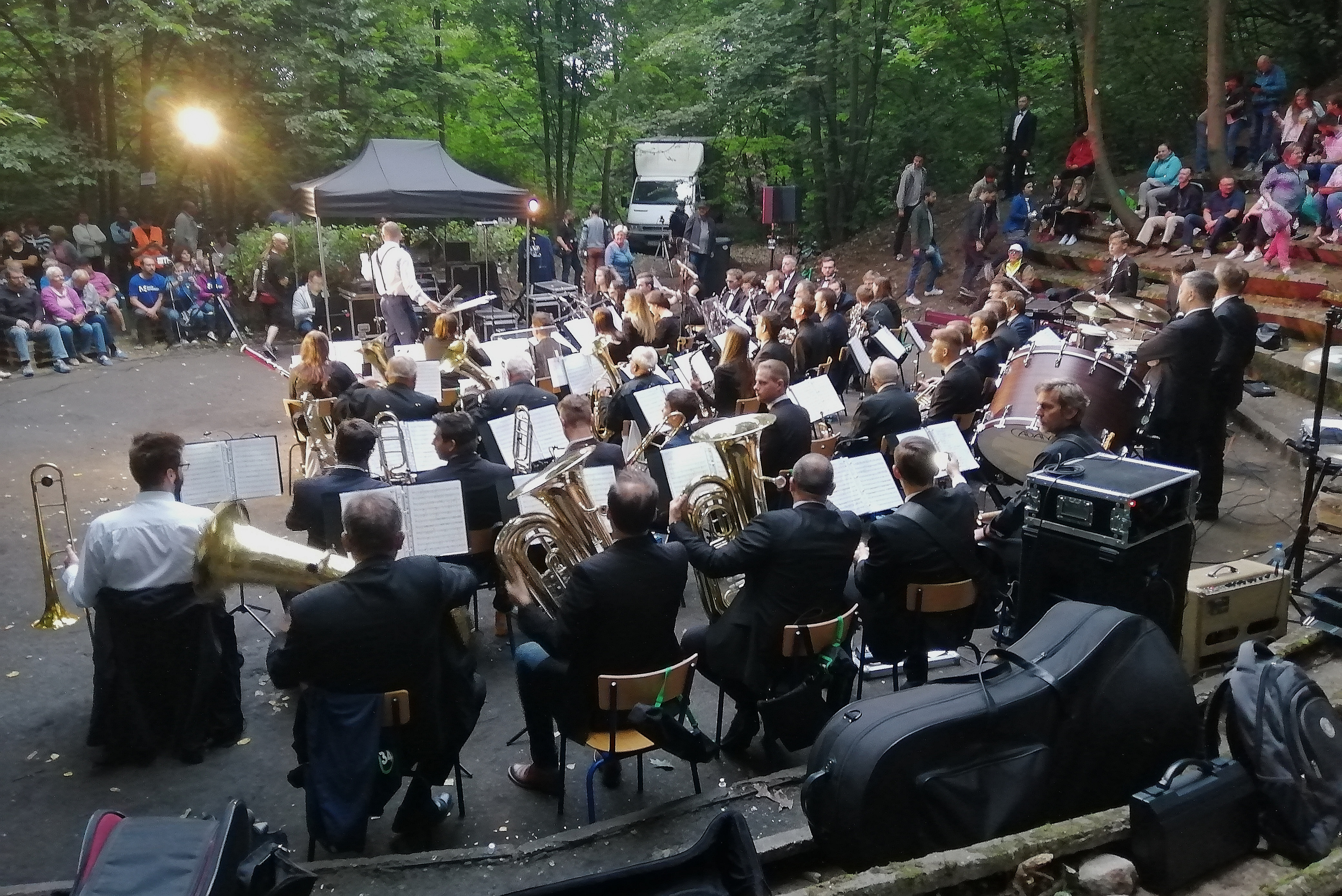
Koncert Parafialnej Kamiliańskiej Orkiestry Dętej w amfiteatrze w Parku Piny (lipiec 2019)

Obiekt powstał w połowie lat 70. XX wieku w ramach rekultywacji nieużytków w północnej części eksploatowanej od XIX w. do końca lat 60. żwirowni. Od większej, południowej jej części tereny te oddzielone zostały zbudowaną w 1969 roku obwodnicą miasta. Jeszcze wcześniej, między XVI a XVIII wiekiem, na tym obszarze wydobywane były rudy żelaza i ołowiu.
Pozostałością po dawnym górnictwie jest bardzo urozmaicona rzeźba terenu, do której nawiązuje nazwa parku. Wywodzi się ona ze słowa pingi, które z kolei pochodzi od niemieckiego Pinge. Pojęcie to oznacza płytkie, lejkowate zagłębienia terenu (od kilku do kilkunastu metrów głębokości), powstałe w wyniku odkrywkowego wydobywania kopalin (minerałów, rud) lub w wyniku zapadania się dawnych szybów wydobywczych. W pierwszym przypadku wokół zagłębień i pomiędzy nimi często występują również charakterystyczne pagórki tzw. warpie.
Większość prac obejmujących sadzenie drzew i krzewów, wytyczanie i budowę alejek, budowę amfiteatru oraz montaż ławek i huśtawek wykonywali w czynie społecznym pracownicy tarnogórskich zakładów przemysłowych.
Na przełomie lat 80. i 90. XX wieku park zaczął popadać w ruinę, urządzenia rekreacyjne uległy dewastacji, a znajdujący się w północnej części parku staw wysechł.

## Stan obecny
Nieuregulowany stan prawny poszczególnych działek, na których znajduje się Park Piny, powoduje duże trudności w przeprowadzeniu rewitalizacji terenu. Z inicjatywy lokalnych stowarzyszeń (działającego w latach 2016–2023 Stowarzyszenia na rzecz ratowania i reaktywacji Parku Piny na Osadzie Jana oraz Tarnogórskiego Stowarzyszenia Obywatelskiego) i działaczy społecznych podejmowane są jednak akcje sprzątania obiektu, a także organizowane są przedsięwzięcia popularyzujące i uświadamiające mieszkańców miasta o istnieniu tego miejsca.

## Galeria

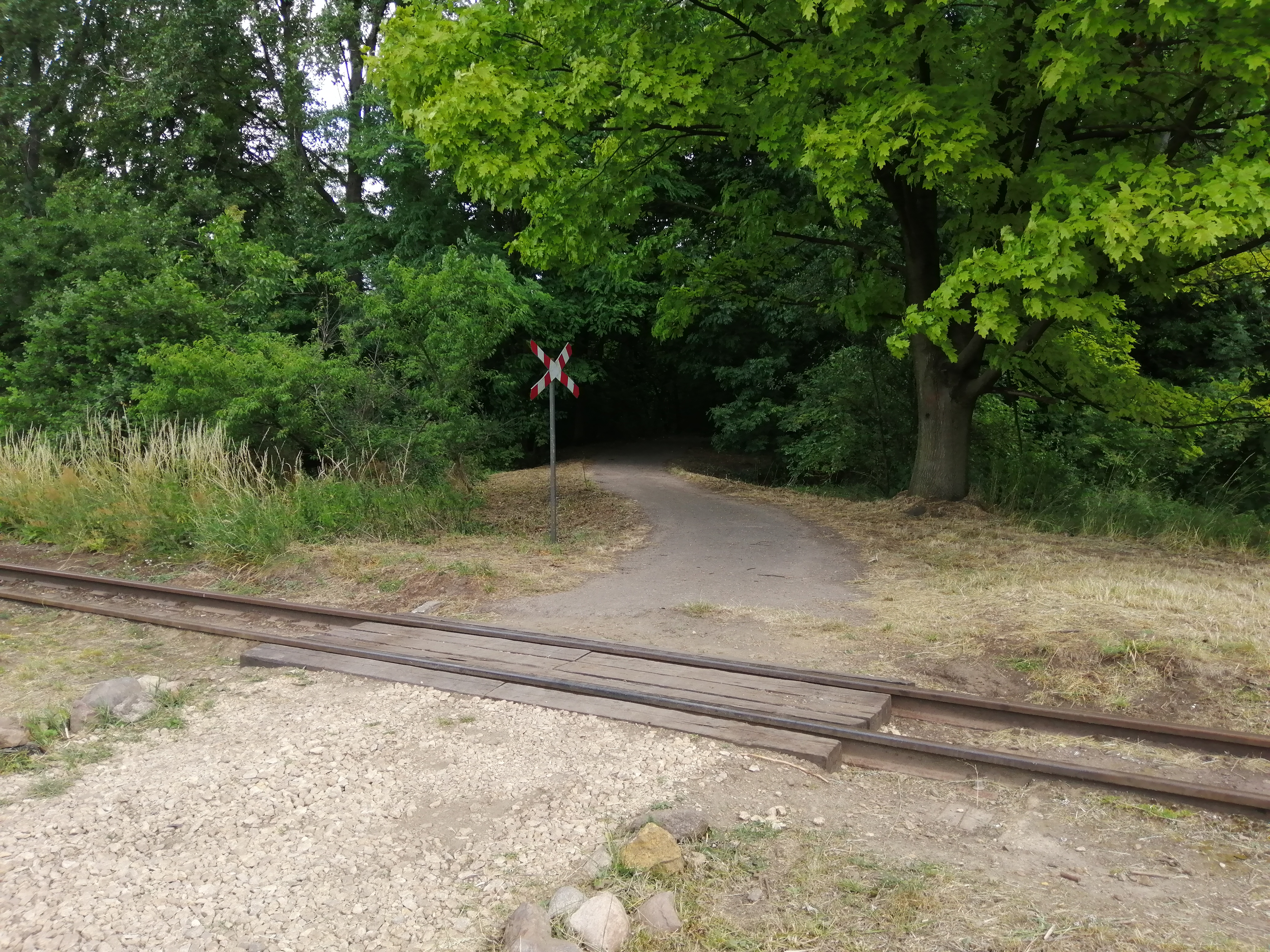
Wejście na teren Parku Piny od strony linii GKW
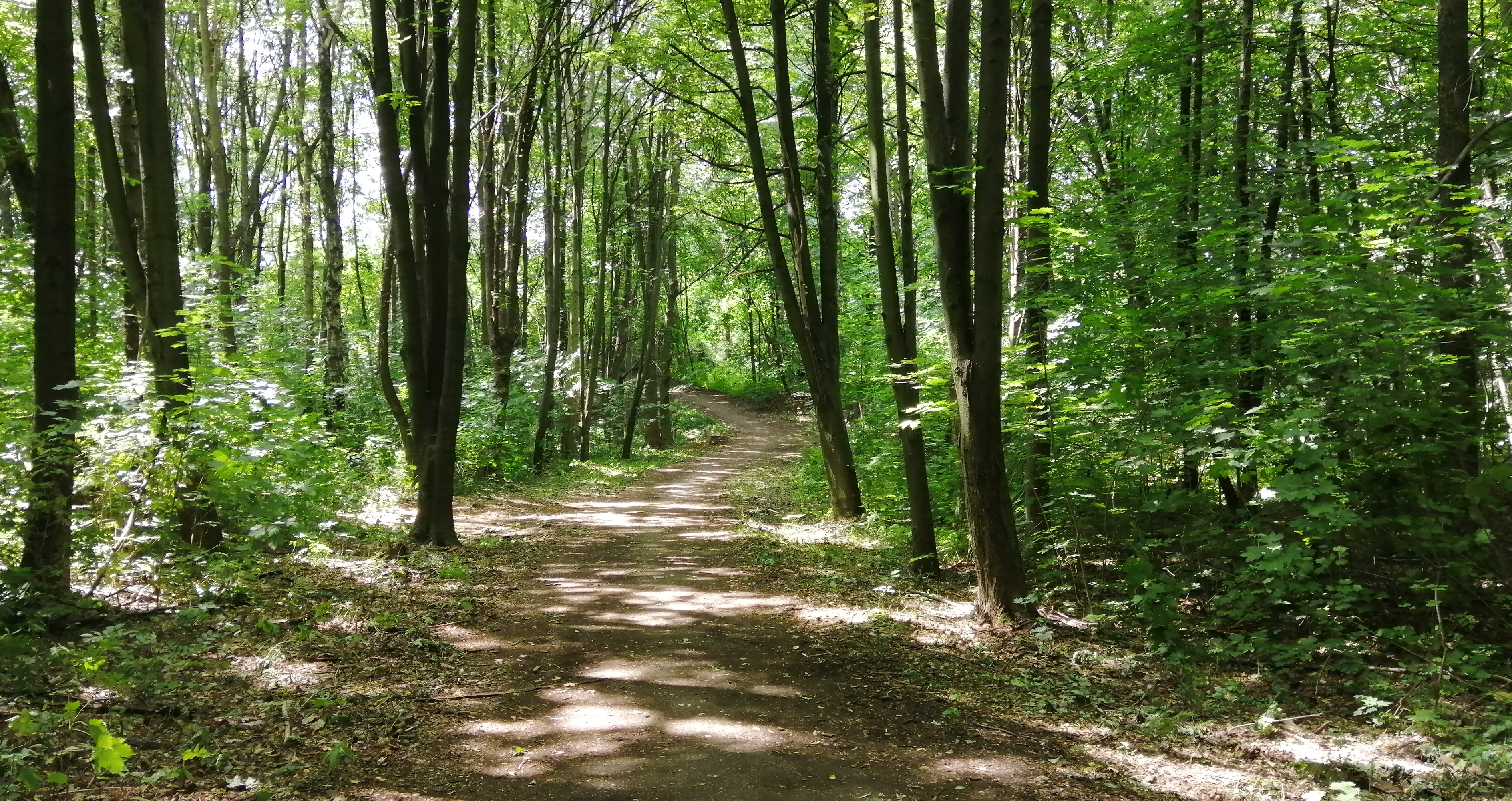
Główna aleja prowadząca przez Park
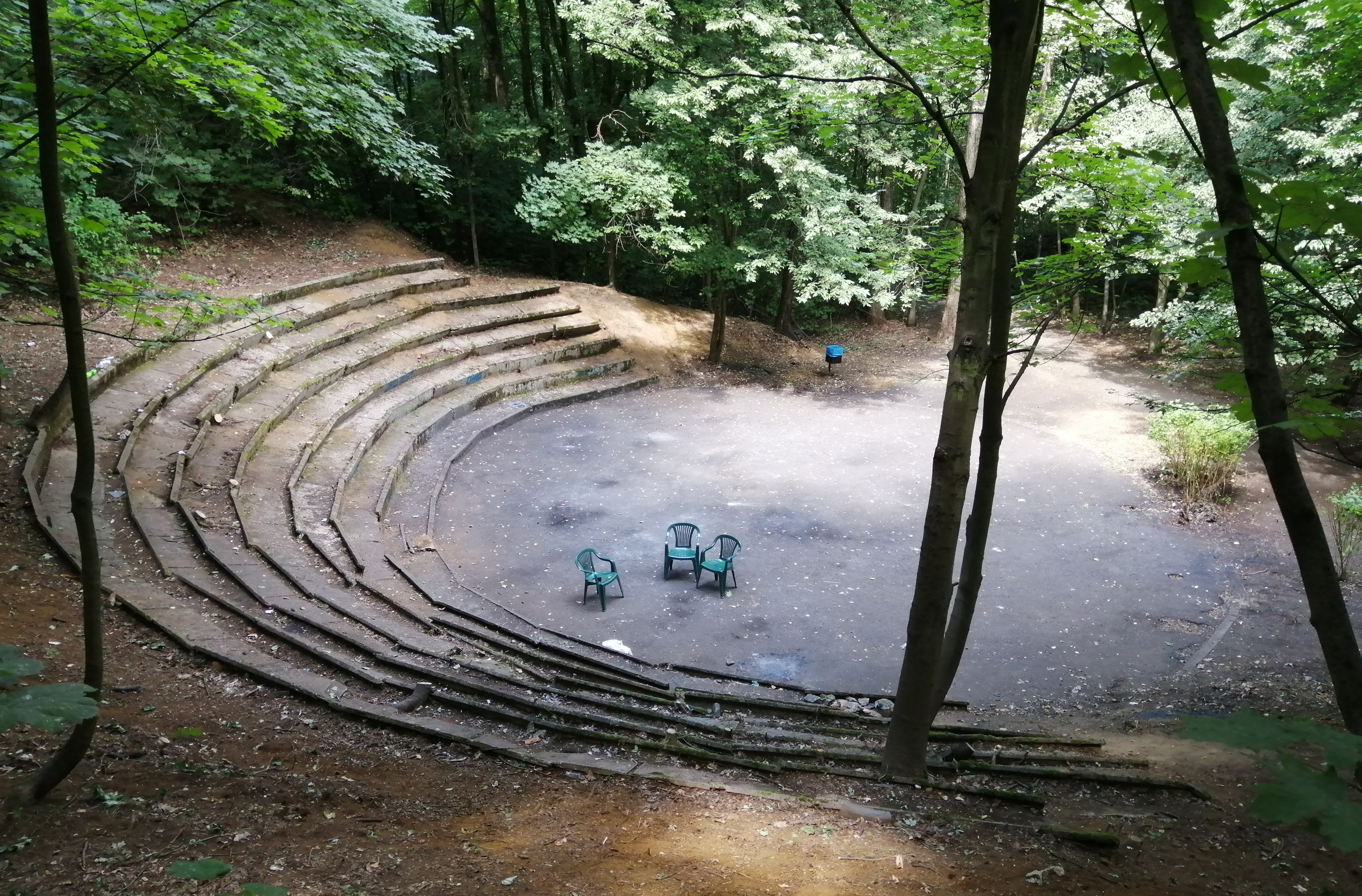
Amfiteatr na terenie Parku Piny
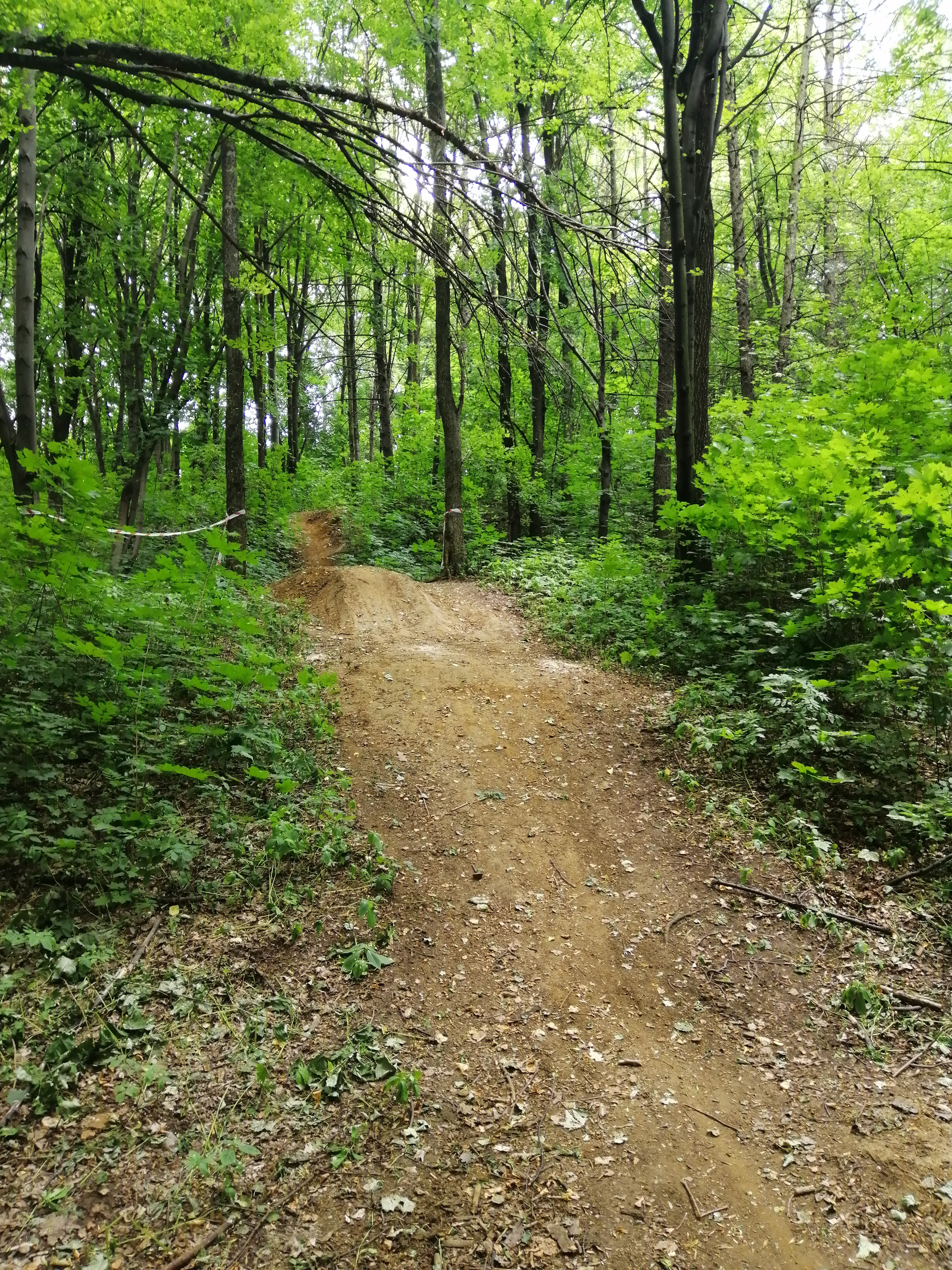
Urozmaicona rzeźba terenu Parku
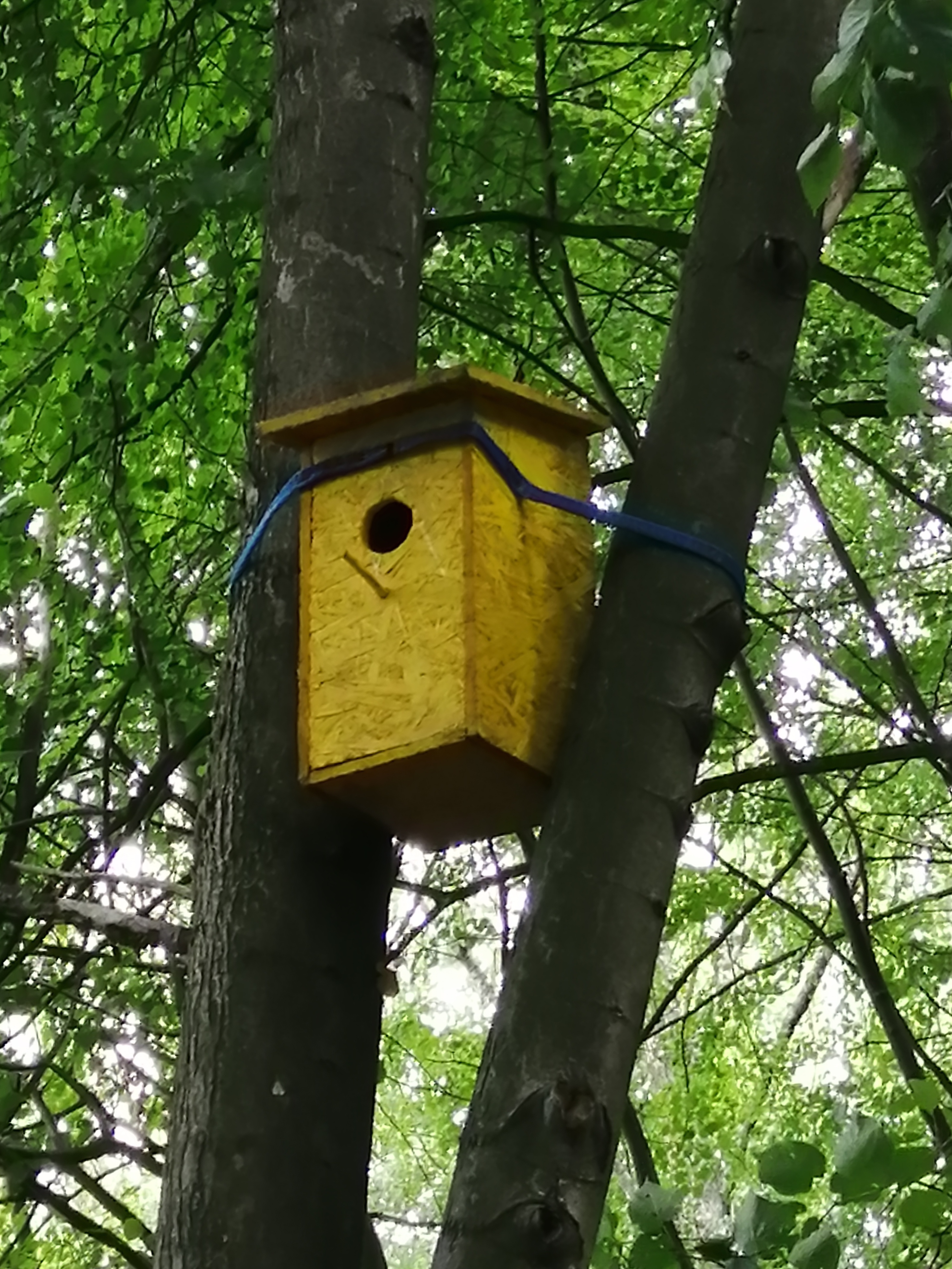
Budka lęgowa na jednym z drzew w Parku
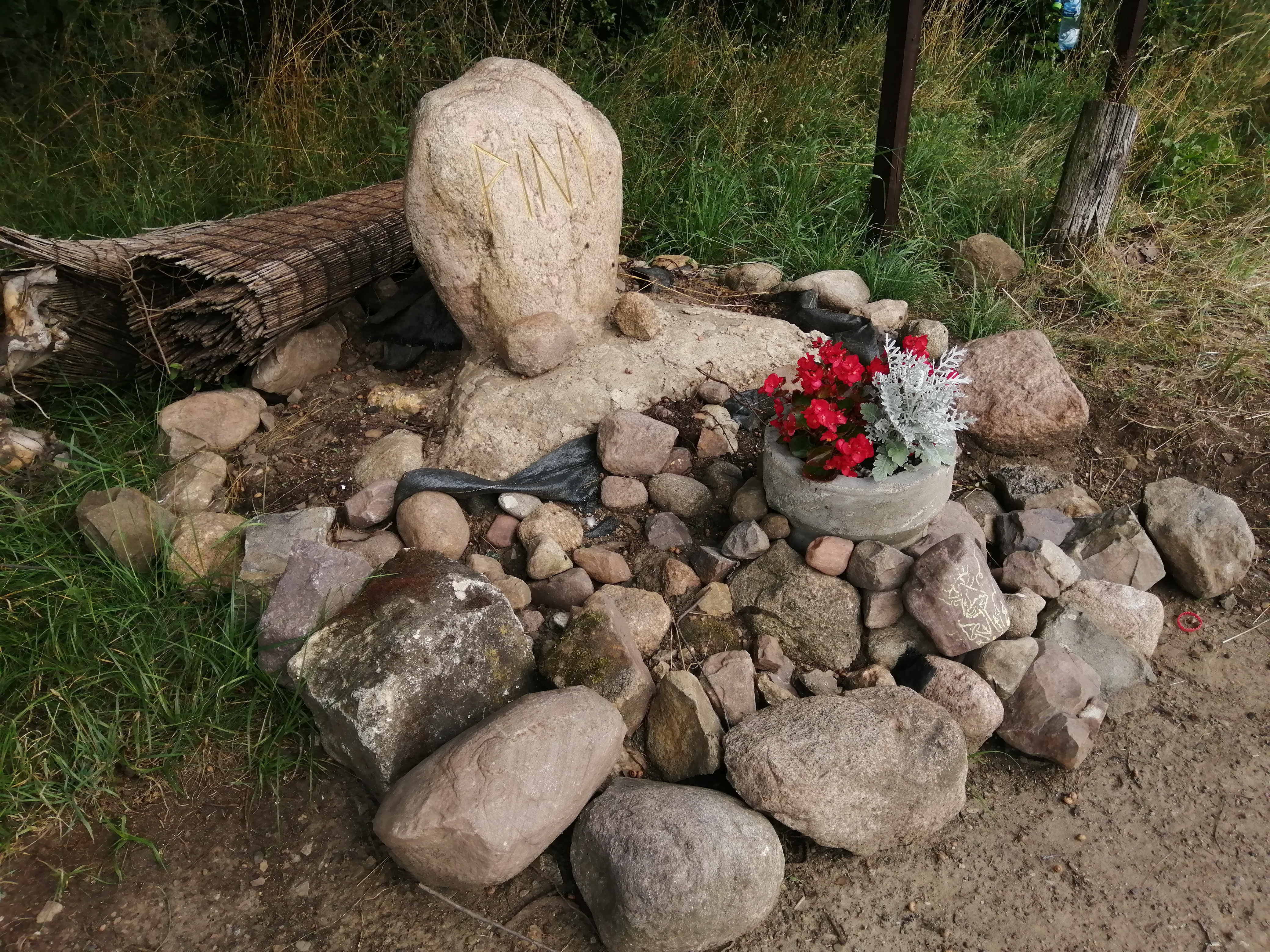
Symboliczny „grób” Parku Piny
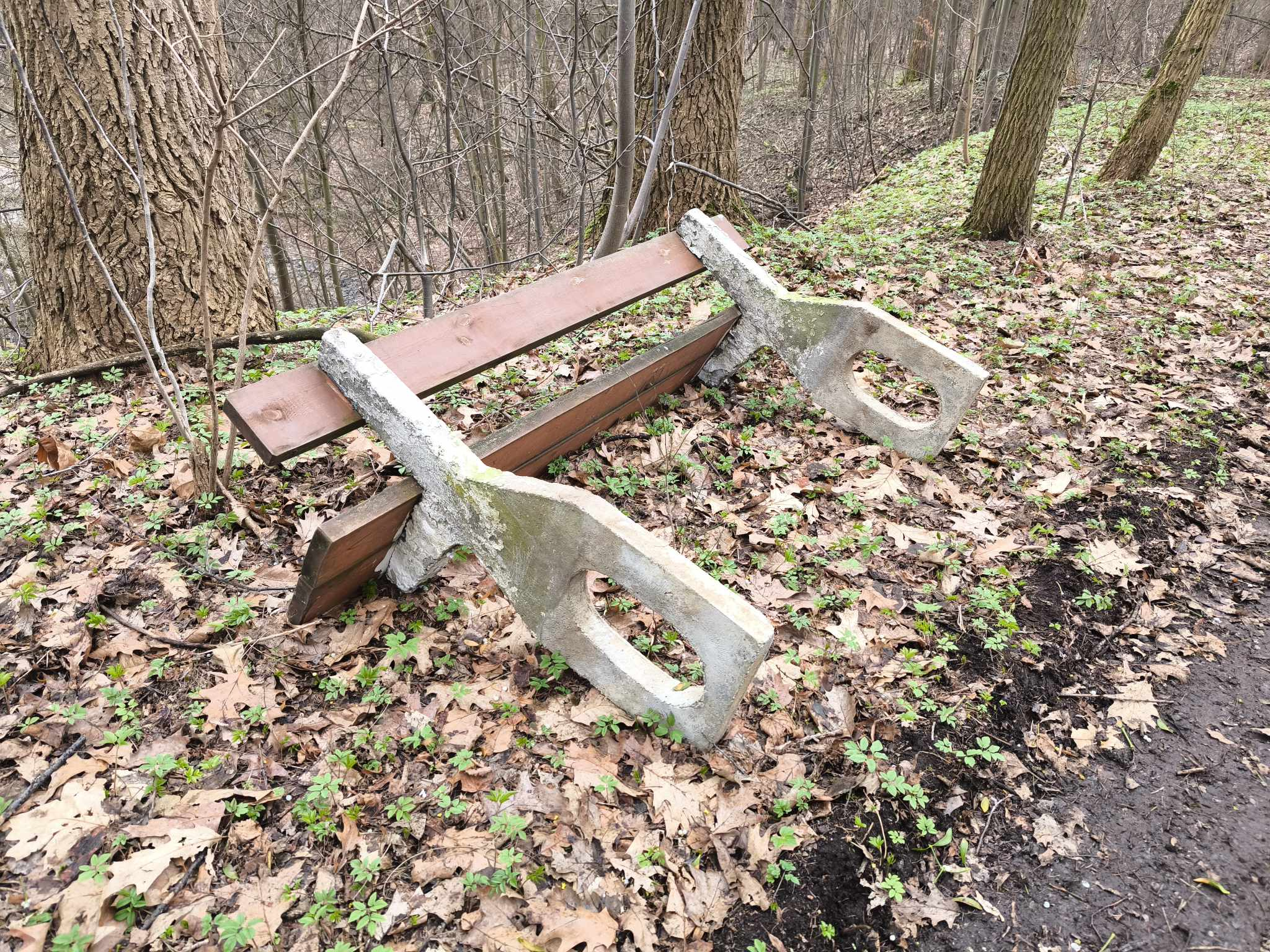
Zdewastowana ławka w Parku Piny